# 合格!日本語ボーダーライン
『合格!日本語ボーダーライン』（ごうかく にほんごボーダーライン）は、2005年10月9日（日曜） 18:56 - 20:54 と同年12月13日（火曜） 20:00 - 21:54 にテレビ朝日系列局で放送されたクイズ番組。朝日放送テレビ（ABCテレビ）と日本テレワークの共同製作。
漢字の読み方・漢字の書き方・正しい言葉遣いといった日本語の見落としがちな点をテーマにしていた特別番組で、タレントやその他の有名人たちが国民の正解率＝「日本語ボーダーライン」に挑戦していた。司会は所ジョージと今田耕司。ナレーターは杉本るみ。
2006年4月8日には、流行のご当地グルメや電化製品など5つのジャンルをテーマにした第3弾が『知らないと恥をかく!2006年版ニッポン国民新常識ボーダーライン』と題して放送された。
第3弾から11年後の2016年9月18日には、日本と世界のニュースの中から知っておきたいニュースの常識をテーマにした第4弾『コレは知ってる！解説付きニュース国民ボーダーライン』が放送された。司会は羽鳥慎一と高島彩。

## ルール
まず出演者の中から10人の解答者グループを選抜。出題前に、事前に一般人（第3弾までは10代から80代までの1万人、第4弾では30歳以上の1000人）に対して行ったテストでの同じ問題の正解率（ボーダーライン）を発表し、それを基に最低クリア人数を決定。原則として、解答者グループの正解率（正解者の人数×10%）がボーダーライン以上になるのを目指す（例えば正解率51 - 60%ならば6人）。
そしてクイズを出題。解答者はそれぞれ、制限時間内にモニターで筆記解答を行う。
解答終了後、正解した人数を発表。正解者数がボーダーライン以上ならばクリアとなり、次の問題に挑戦できる。5問全てクリアすれば賞金50万円を獲得。ボーダーライン以下ならばそこでゲームオーバー。賞金は次の解答者グループの挑戦へキャリーオーバーされたが、第3弾の『新常識ボーダーライン』ではキャリーオーバー制を採っていなかった。
第4弾である『ニュース国民ボーダーライン』では、クリア・失敗に関わらず各テーマ5問1セットに挑戦、賞金自体も無かった。

## その他
この番組で一際目に付くのはセット中央にある10段積みのモニターである。ボーダーラインのグラフ表示や正解しなければならない人数や正解者の顔などを表示するもので、その高さは7mを超えるためにスタジオの手配には相当な苦労を伴うとされる。

## スタッフ

### 2016年9月18日放送回
- ナレーター：奥田民義、杉本るみ
- 構成：中野俊成、河合秀仁、岡伸晃、牧田安士
- 技術
  - TD：千葉明律
  - CC：中村純
  - VE：徳永一馬
  - VTR：吉岡辰沖
  - LD：斎藤卓
  - LO：川里一幸
  - ムービング：稲垣華奈子
  - MIX：西田敬
  - 特機：木下久男
- 美術
  - 美術プロデューサー：小美野淳一
  - デザイン：水野谷重謙
  - 進行：松永陽登、宇賀田暁彦
  - 装置：尻無浜宏人、中島和範
  - 電飾／システム：西田和正、小林賢次
  - メイク：マーヴィ
  - CG：キムラケイサク
- 編集：増田直人
- MA：中村裕子
- 音効：矢部公英
- TK：高橋由佳
- リサーチ：佐藤希子、野林結花
- 協力：アックス、阿呍、池田屋、交音社、砧スタジオ、東京オフラインセンター
- 制作協力：CNインターボイス、トスプランニング、クリーク・アンド・リバー社
- 番宣：高橋寿英・高内三恵子（共にABC）
- 営業：多喜澪（ABC）
- デスク：松原幹（ABC）
- ディレクター：管沼誠、福島成樹、常盤俊郎、今内拓実、中野奈津希
- FD：川名良和
- 制作進行：村上誠一郎
- AD：松原諒、山田大詞、川﨑夕希、白石大空
- 総合演出：古賀謙一
- プロデューサー：井口毅・加藤香織・山下浩司（共にABC）、井口義朗・花苑博康（NEXTEP）、廣瀬益己、仁尾俊介
- チーフプロデューサー：小川隆弘（ABC）
- 制作：ABC、NEXTEP

### 合格!日本語ボーダーライン
- 構成：中野俊成、そーたに
- 技術：
  - TD：千葉明律
  - CC：中村純（#1）、佐藤文（#2）
  - VE：徳永一馬
  - CA：今宮健太（#1）、小杉智美（#2）
  - 特機：佐藤秀夫
  - 音声：高橋昇
  - 照明：川里一幸（#1）、笹川満（#2）、片桐朋郎
- 美術：
  - 美術プロデューサー：古川雅之
  - デザイン：岡嶋正浩
  - 進行：小美野淳一
  - 装置：石原隆
  - 装飾：石野隆一
  - 電飾：斉藤貴之
  - アクリル装飾：鈴木正樹
  - メイク：秋山オフィス
- CG：キムラケイサク、高村克也（高村→#2）
- イラスト：今野さと子（#2）
- 編集：増田直人
- MA：阿世知貴彦
- 音効：矢部公英
- TK：滝本優子
- 撮影協力：がもううどん、別府明響温泉湯の里カマダ倶楽部、草津温泉熱の湯、三間堂蒲田店（共に#2）
- 映像協力：テレビ朝日、ABCリブラ、NHK（共に#2）
- 協力：池田屋、有明スタジオ、テレテックメディアパーク、阿呍（共に#1,2）、東京書道教育会、梅交会協合組合、居酒屋KAZOKU、第一経済大学付属高等学校（共に#1）、TAMCO（#2）
- 問題：内海邦一、長谷川大雲、竹村武司、佐藤充、川嶋隆宏
- ディレクター：古原幸一、岡宗秀吾（共に#1,2）、田中友洋（#2）
- フロアー：斑目航史、備前善幸
- AD：増田真也（#1,2）、立浪貴司（#2）
- AP：広瀬益己（日本テレワーク）
- 総合演出：古賀謙一
- プロデューサー：小川隆弘・井口毅（共にABC）、井口義朗（日本テレワーク）
- チーフプロデューサー：岩田潤（ABC）
- 制作：ABC、日本テレワーク